# Ніутао
Ніутао (Niutao) — кораловий острів, розташований на північному заході групи островів Тувалу. Адміністративно-територіальна одиниця (острівна рада) держави Тувалу.
Острів має форму овалу, витягнутого по горизонталі. Довжина Ніутао близько 1,6 км. Є багато сухої рослинності і невелика кількість дикорослих мангрових дерев. Весь острів перебуває в оточенні коралового рифу.
Ніутао був відкритий в 1825 капітаном китобійного судна Обедом Старбаком.
Населення за даними 2002 року становило 663 осіб. Єдині поселення — села Куліа і Теава. Транспорт використовує мережу польових доріг (ні залізниць, ні аеропортів немає).